# Tajemný plamen královny Loany
Tajemný plamen královny Loany je postmoderní román, jehož autorem je italský romanopisec a historik Umberto Eco. Jedná se o jeho páté beletristické dílo. V Itálii jej vydalo nakladatelství Bompiani v roce 2004, v České republice vyšlo o rok později, vydalo jej nakladatelství Argo v překladu Alice Flemrové. 
Jako žádný z Ecových románů, ani Tajemný plamen královny Loany nemá „klasickou“ stavbu. Je vystavěn ze tří částí.

## Příběh
Jak již bylo řečeno, román se skládá ze tří částí:
- Část první - NEHODA

V nemocnici se po těžkém úrazu a dlouhém kómatu probouzí starý antikvář  Yambo (skutečným jménem Giambattista Bodoni, stejně jako slavný typograf Giambattista Bodoni). Zjišťuje, že ztratil paměť, i když poněkud „netradičně“. Pamatuje si veškeré objektivní informace, které jsou  učebnicového nebo encyklopedického charakteru a jsou oproštěny jakéhokoliv citového náboje. Naproti tomu si nepamatuje nic ze svého vlastního života, nemá  osobní vzpomínky - tedy takové, které jsou emocionálně zabarvené. V praxi to znamená, že zná  například jména a díla většiny světových literátů, má stále perfektní znalosti z oblasti historie a geografie atd., ale nepoznává vlastní manželku, děti, dům... Po mnoha neúspěšných pokusech o znovuvyvolání ztracené části paměti navrhne Yambovi jeho žena, shodou okolností psycholožka, aby odjel na venkov, do rodného domu, ve kterém strávil valnou část dětství a mládí. Důvěrně známé prostředí mu údajně může pomoci. Yambo poslechne a do Solary odjíždí. Nutno ještě poznamenat, že během dospělého života, před úrazem, měl Yambo k rodnému domu v Solaře z neznámých důvodu velmi zvláštní, spíše negativní, vztah.
- Část druhá - PAMĚŤ Z PAPÍRU

Druhá a nejobjemnější část knihy se odehrává přímo v Solaře, zejména  na půdách a ve starých nepoužívaných pokojích domu. Yambo se zde čtením svých starých knih, školních učebnic a sešitů, časopisů (zejména komiksů), dobových novin a vůbec zkoumáním všech předmětů z dětství (vyrůstal ve fašistické Itálii) snaží rekonstruovat svou poškozenou paměť. „Objevy“ často telefonicky konzultuje s přítelem z dětství, který mu pomáhá vyvozené závěry poněkud korigovat s pomocí své vlastní, správně fungující, paměti. V této části knihy není podstatný děj, ale spíš o Yambovy úvahy, sledování jeho myšlenkových pochodů, popis dobové situace atp.(Viz důležité myšlenky a interpretace díla). Nejpodstatnější jsou pro Yamba dvě zjištění. První z nich je, že se jako dítě účastnil partyzánské akce (protože dokonale znal terén) a byl svědkem smrti několika lidí. Proto měl později na Solaru špatné vzpomínky a snažil se je z mysli vytěsnit. Pomyslným vrcholem poznání byla informace o téměř fanatické Yambově zamilovanosti do spolužačky. Tento platonický vztah Yamba ovlivňoval v podstatě celý  další život...
- Část třetí - "OI NOΣTOI" ([hoi nostoi] - jdi domů - viz "literární odkazy"; z řečtiny)

Poslední část knihy se týká Yambovy smrti a rekapitulace celého jeho dosavadního života. Yambo se nachází ve stavu, který sám popisuje jako zvláštní fyzickou neexistenci, stav bytí pouze ve formě jakési čisté energetické substance. Tento oddíl pomůže vysvětlit poslední nejasnosti a zaplnit  prázdná místa předchozího vyprávění. Po skončení  této reflexe Yambo dojde určitého smíření se světem, s Vesmírem, s Bohem a umírá...

## Interpretace díla
- Jak již bylo zmíněno, Tajemný plamen královny Loany je postmoderní dílo. Z toho vyplývá, že jakákoliv interpretace je poněkud obtížná. Každý čtenář si může postmoderní dílo vyložit a pochopit po svém a neexistuje žádná autorita, která by mohla říci, který výklad je a který není správný. Protože něco jako "správný" a "špatný" výklad neexistuje. Přesto se můžeme pokusit naznačit alespoň určité body, které mohou sloužit jako inspirace pro další čtenáře.

- Kniha v mnohém vyznívá jako kritika a zesměšnění fašistické minulosti Itálie, ale také  fašistického systému a propagandy obecně. Autor odhaluje hloupost lidí, kteří vedli tento totalitní režim. Jako   silně humanisticky a demokraticky založený člověk  poukazuje na množství chyb, kterých se diktatura dopouštěla a opět může dopouštět, pokud by byla znovu nastolena. Lze to tedy chápat i jako určité varování před totalitními a extrémistickými tendencemi.

- Velmi podstatným prvkem díla je autorův názor, že komiksy mohou být plnohodnotnými nositeli určitých archetypů, mohou předávat určité hodnoty a vést k přemýšlení, že i v této brakové literatuře lze najít cosi plnohodnotného. Tuto tezi dokazuje na rozdílech mezi soudobými komiksy americkými a italskými. V americkém komiksu šlo konkrétně o příběh určitého hrdiny, který ve vzdáleném vesmíru bojoval proti tamějšímu uzurpátorovi a utlačiteli. Jde tedy o boj za svobodu a demokracii. Kdežto v italských komiksech té doby byli hlavními hrdiny příslušníci fašistické mládežnické organizace Balilla, kteří nasazovali svůj život za duceho, za fašistické ideje a bojovali proti svým vrstevníkům, kteří kupříkladu nebyli členy Balilly nebo jejichž rodiče sympatizovali se socialisty apod. Čímž Eco dokazuje další zajímavou věc – komiks může být velice účinným nástrojem propagandy. Infiltroval politické ideje, které velice nenápadně sugeroval již dětem, nejčastějším čtenářům komiksů.

- S komiksy souvisí ještě jedna věc – to, že právě ony velmi často unikly cenzuře a mohly šířit i myšlenky „protistátní“. Cenzoři je silně podncenili, protože se na ně dívali jako na něco příliš absurdního, přehnaného a infantilního. Což v nás může vzbuzovat dojem, že bychom  neměli ničemu přikládat příliš lehkou váhu a nepodceňovat zdánlivě bezcenné věci.

- Kniha nese určité autobiografické rysy autora, Yambo je určitým způsobem Ecovým alter-egem. Za vše v tomto případě hovoří to, že Umberto Eco vyrůstal v Itálii v době druhé světové války a je vášnivým sběratelem komiksů.

## Závěr
Dílo je samotným autorem označováno jako „ilustrovaný román“. Kniha opravdu obsahuje spoustu barevných reprodukcí stránek komiksů a časopisů, ale také přebalů gramofonových desek, obalů od kakaa a čaje a mnoho dalšího, takže atmosféra doby je díky těmto obrázkům mnohem sugestivnější. 
Tajemný plamen královny Loany nelze chápat jako dějový román, u kterého se pobavíme či si dokonce odpočineme, a už vůbec nejde o pouhé „čtivo“. V případě takového přístupu by čtenář byl jistě zklamán. Na druhou stranu, pokud k tomuto románu přistoupí jako ke knize, která inspiruje k přemýšlení o mnoha filosofických aspektech života, případně jako k vydatnému zdroji faktických informací o fašistické Itálii, které jsou ale podány srozumitelnou formou, rozhodně nebude zklamán. Už jen z toho důvodu, že o nacistickém Německu je děl a materiálů přehršel. O fašistické Itálii nikoliv. Pro zkušeného čtenáře bude jistě také velmi dobrodružné intertextuální přeskakování a luštění množství citací cizích děl. Nicméně méně zkušený čtenář se jistě v ději nebo textu „neztratí“. 

## Autoři a díla, odkazovaní v tomto románu
- Homér -  Odyssea  - "OI NOΣTOI"
- James Joyce – Ulysses
- Marcel Proust – Hledání ztraceného času
- Gérard de Nerval - Sylvie